# Doro (Ferrara)
Doro è un quartiere di Ferrara, facente parte della Circoscrizione 1.

## Storia
La storia del territorio è legata alla riserva di caccia estense del Barco, con la quale confina ad est, ed in particolare assume importanza l'attacco avanzato dai veneziani nel 1482, i quali occuparono parte del territorio del Barco stabilendosi nella Delizia di Belfiore, non più esistente, e nella Certosa di Ferrara.
La guerra contro i veneziani terminò nel 1509 quando il duca Alfonso I d'Este cacciò l'ultimo visdomino veneziano dal territorio estense, il quale si chiama appunto Doro ed è da questo appellativo che deriva il toponimo del quartiere moderno.
Il territorio del Doro non è caratterizzato da monumenti storici di pregio e neppure reca tracce del suo antico passato e si caratterizza come un luogo a vocazione prevalentemente residenziale, anche se ancora oggi permangono tracce del recente passato industriale del quartiere, il quale col passare del tempo è andato via via scemando. Gli ultimi stabilimenti industriali attivi si ritrovano nei pressi dell'area del polo chimico di Ferrara, mentre le aree ormai dismesse sono ubicate lungo il canale Boicelli e il Po di Volano, confinanti con il vicino quartiere di Mizzana.
Il quartiere nasce da un piano attuativo contenuto nel Piano Regolatore Generale di Ferrara del 1960, il cosiddetto "Piano per l'Edilizia Economico Popolare" (P.E.E.P.), il quale prevedeva diverse zone di espansione residenziale nell'immediata periferia della città, in particolare le aree attorno alla zona industriale assunsero importanza grazie alla costruzione di numerosi alloggi per i lavoratori degli stabilimenti industriali. Nonostante il P.E.E.P. risalga al 1964, la costruzione del quartiere inizia soltanto nel 1970, a causa di un ricorso presentato dalla società Eridania che contestava la volumetria destinata ad opere residenziali rispetto ai volumi destinati all'ampliamento industriale. A causa di tale ricorso il Comune fu costretto a redigere una variante al Piano Regolatore, la quale venne approvata proprio nel 1970.
Nel quartiere sorgono diversi edifici moderni degni di nota, come l'Ex Linificio Canapificio costruito nel 1938 da Carlo Savonuzzi in stile razionalista, il complesso residenziale per gli operai della Montecatini costruito nel 1955 da Ezio Sgrelli e la Chiesa parrocchiale del 1994 dedicata a San Giuseppe Lavoratore, inizialmente progettata dall'architetto Vittorio Mastellari nel 1991 e quando quest'ultimo morì poco prima dell'inizio dei lavori il progetto fu modificato dall'architetto Gian Paolo Sarti che ne diresse i lavori. Nel quartiere sorge anche uno dei primi esercizi commerciali tuttora in attività, il ristorante Al Doro, conosciuto anche come caffè del Doro, insieme ad un'importante lottizzazione residenziale ad opera del progetto INA-Casa compiutasi negli anni '40. Il 17 novembre 1944, nello spazio antistante il locale, un reparto delle SS fucilò sette tra partigiani e antifascisti ferraresi, poi occultandone i corpi. L'episodio viene ricordato come Eccidio di Caffè del Doro.

## Territorio e viabilità
Come detto, il quartiere del Doro è ubicato nella zona nord-ovest delle mura di Ferrara, a ridosso della stazione ferroviaria e confina a nord con il quartiere Barco, ad est è delimitato dal parco urbano Giorgio Bassani e dalla linea ferroviaria Padova-Bologna, a sud dal canale Boicelli e dal Po di Volano e a nord-ovest dal quartiere di Mizzana e dall'area del polo chimico di Ferrara.
Il territorio è interamente attraversato dalla strada statale 16 Adriatica, individuabile nelle vie cittadine denominate viale Po e via Padova, che ne rappresentano anche le arterie stradali fondamentali. Ad ovest del quartiere vi è anche Via Marconi, che delimita l'area residenziale da quella industriale e che collega l'abitato con uno degli ingressi del polo chimico. Un'altra importante strada è la Provinciale 69, che unisce il quartiere con Mizzana, Cassana e Porotto.
Il trasporto pubblico è garantito dalle linee di autobus numero 6 e 2, gestite da Tper.